# Rhamphomyia albidipennis
Rhamphomyia albidipennis är en tvåvingeart som beskrevs av Malloch 1930. Rhamphomyia albidipennis ingår i släktet Rhamphomyia och familjen dansflugor. Inga underarter finns listade i Catalogue of Life.